# 罗拉 (都灵广域市)
罗拉（義大利語：Rorà），是意大利皮埃蒙特大区都靈廣域市的一个市镇。总面积12.26平方公里，人口257人，人口密度21.0人/平方公里（2009年）。ISTAT代码为001226。